# Nordgeorgsfehn
Nordgeorgsfehn ist ein Ort in der Gemeinde Uplengen im niedersächsischen Landkreis Leer in Ostfriesland. Ortsvorsteher ist Thomas Boekhoff.

## Geschichte
Nordgeorgsfehn wurde 1829 als Fehnkolonie gegründet. Das Fehn wurde nach dem König Georg IV. von Großbritannien und Hannover benannt. Nordgeorgsfehn gehört kirchlich zur evangelisch-lutherischen Kirchengemeinde Hollen. Die ersten im Kirchenbuch verzeichneten Siedler waren die Familien Heere Andreesen Meyer von Jheringsfehn und Ubbe Hinrichs Lambertus von Spetzerfehn.
Am 1. Januar 1973 wurde Nordgeorgsfehn in die neue Gemeinde Uplengen eingegliedert.

### Schulwesen
In den ersten Jahren nach der Gründung der Kolonie gingen die Kinder noch in Hollen zur Schule. 1845 war die Anzahl an Kindern schließlich so weit angestiegen, dass Nordgeorgsfehn zu einer eigenständigen Schulgemeinde erklärt wurde. Noch im selben Jahr wurde eine erste einklassige Schule gebaut. 1878 wurde angesichts der weiter gestiegenen Schülerzahl an anderer Stelle eine neue, größere Schule gebaut, die 1900 noch einmal um einen zweiten Klassenraum erweitert wurde. Nach den Schulreformen in den 1960er und 1970er Jahren wurde die Schulgemeinde Nordgeorgsfehn 1975 aufgelöst. Seitdem besuchen die Schulkinder die Grundschule in Hollen und anschließend verschiedene weiterführende Schulen in der Umgebung.

### Erster und Zweiter Weltkrieg
Im Ersten Weltkrieg hatte Nordgeorgsfehn 22 Kriegstote zu beklagen, davon vier Vermisste. Am Zweiten Weltkrieg nahmen 132 Soldaten aus Nordgeorgsfehn teil, von denen 49 ums Leben kamen und 22 weitere als vermisst galten. Auf Tafeln und Stelen im Eingangsbereich des Friedhofgrundstücks sind die Namen der Gefallenen und Vermissten beider Weltkriege aufgeführt; für den Zweiten Weltkrieg existiert außerdem eine bebilderte Gedenktafel.

## Vereine
- Freiwillige Feuerwehr Nordgeorgsfehn
- Jagdgenossenschaft Nordgeorgsfehn
- Bürgerverein Nordgeorgsfehn
- Nordfehntjer Spööldeel
- Shantychor Nordgeorgsfehn
- Interessengemeinschaft MS Ella

## Tourismus
Durch Nordgeorgsfehn verläuft die Deutsche Fehnroute.